# Corinna Körting
Corinna Körting (* 1967) ist eine deutsche evangelische Theologin. Sie ist Professorin für Altes Testament und altorientalische Religionsgeschichte an der Universität Hamburg.

## Leben
Das Studium der Evangelischen Theologie schloss sie 1994 mit dem Diplom ab. Von 1995 bis 1999 war sie Wissenschaftliche Mitarbeiterin an der Universität Hamburg, wo sie 1999 promovierte. Anschließend arbeitete sie zwischen 1999 und 2005 als Wissenschaftliche Assistentin in Göttingen, wo sie sich 2005 habilitierte. An den Universitäten Lüneburg (1997–1998) und Kassel (2005–2006) war sie Lehrbeauftragte. In Oslo war sie von 2006 bis 2012 Professorin für Altes Testament an der Norwegian School of Theology. Am 1. Oktober 2012 wurde sie zu Professorin an die Universität Hamburg berufen. Sie steht als geschäftsführende Direktorin (IAT) der theologischen Fakultät vor.
Ihre Forschungsschwerpunkte sind Kult und Ritual in Israel und im Alten Orient, Psalmen, Zion, Prophetie des Zweiten Tempels und Rezeptionsgeschichte.
Im Jahr 2019 wurde ihr die Ehrendoktorwürde der Universität Lund verliehen.

## Publikationen (Auswahl)
- Der Schall des Schofar. Israels Feste im Herbst (= Beihefte zur Zeitschrift für die alttestamentliche Wissenschaft, Band 285). de Gruyter, Berlin u. a. 1997, ISBN 3-11-016636-4 (zugleich Dissertation, Hamburg 1998/1999).
- Zion in den Psalmen (= Forschungen zum Alten Testament, Band 48). Mohr Siebeck, Tübingen 2006, ISBN 3-16-148880-6 (zugleich Habilitationsschrift, Göttingen 2005).